# Sanda Weigl
Sanda Weigl (* 1948 in Bukarest, Rumänien) ist eine deutsch-rumänische Theaterregisseurin und Sängerin.

## Leben
Sanda Weigls Vater war der Psychologe und Sprachforscher Egon Weigl (1901–1979), der 1933 vor den Nazis aus Berlin nach Bukarest floh und dort nach dem Zweiten Weltkrieg Irina Herscovici (* 1922 in Bacău, Rumänien) heiratete.
Bereits als junges Mädchen erlangte Sanda Weigl mit Liedern von Maria Tănase erste Bekanntheit im rumänischen Fernsehen.
1961 kehrte ihr Vater auf Anraten seiner Cousine Helene Weigel, der Witwe Bertolt Brechts, mit seiner Familie nach Deutschland – in die DDR – zurück, wo er sich in Ost-Berlin niederließ. Dort arbeitete er an der Charité und der Akademie der Wissenschaften der DDR.
Als Jugendliche wurde Sanda Mitglied der Beatband Team 4 um Thomas Natschinski und wirkte 1968 bei deren Album Die Straße mit. Das von ihr gesungene Lied Der Abend ist gekommen gelangte in der DDR-Hitparade auf den ersten Platz. Nachdem sie im selben Jahr gemeinsam mit ihrem damaligen Freund Thomas Brasch und anderen Jugendlichen Flugblätter gegen den Einmarsch der Warschauer-Pakt-Staaten in die ČSSR verteilt hatte, wurde sie wegen „staatsfeindlicher Hetze“ zu einer zweieinhalbjährigen Haftstrafe verurteilt. Ihrer vorzeitigen Entlassung folgte ein mehrjähriges Auftrittsverbot und die einjährige Tätigkeit am Fließband in einer Medikamentenfabrik. Schließlich stellte sie einen Ausreiseantrag und durfte nach West-Berlin übersiedeln.
Hier begann Sanda Weigl zunächst als Dramaturgin, Regieassistentin und später als Regisseurin tätig zu werden. So arbeitete sie unter anderem mit Luc Bondy, Jürgen Flimm, Robert Wilson und Peter Zadek an Theatern wie dem Berliner Schiller-Theater, den Münchner Kammerspielen, dem Schauspielhaus Zürich und dem Thalia-Theater in Hamburg.
Mit ihrem Ehemann, dem Schriftsteller, Dramatiker und Schauspieler Klaus Pohl und den gemeinsamen kleinen Töchtern Marie und Lucie siedelte Weigl 1992 schließlich nach New York über, wo sie sich (unter anderem in Zusammenarbeit mit Anthony Coleman) wieder verstärkt der Musik zuwandte. Neben ihren CDs Gypsy Killer (2002) und Gypsy In A Tree (2011) erzielten insbesondere ihre Auftritte bei der RuhrTriennale in den Jahren 2005 und 2007, beim Pina Bausch Festival in Wuppertal, bei den Feierlichkeiten zu Ehren der Nobelpreisverleihung an Herta Müller in Stockholm, im Museum of Modern Art New York, Baryshnikov Ringling International Festival in Sarasota, Florida, sowie Joe’s Pub und Cafe Sabarsky, New York, öffentliche Aufmerksamkeit.
Sanda Weigl hat einen Bruder, den Schauspieler Vladimir Weigl. Sie hat gemeinsam mit ihrem Ehemann Klaus Pohl zwei Töchter, die Schriftstellerin Marie Pohl und die Schauspielerin und Comedienne Lucie Pohl. Zusammen mit ihrer Familie wirkte Weigl in Rosa von Praunheims Dokumentarfilm New York Memories (2010) mit.

## Sonstiges
In Andreas Kleinerts biographischem Spielfilm Lieber Thomas (2021) wird Sanda Weigl von der rumänischen Schauspielerin Ioana Iacob dargestellt.

## Diskografie (Auswahl)
- 1968: Die Straße, mit Team 4
- 2002: Gypsy Killer
- 2011: Gypsy In A Tree